# Merriam-Webster’s Collegiate Dictionary

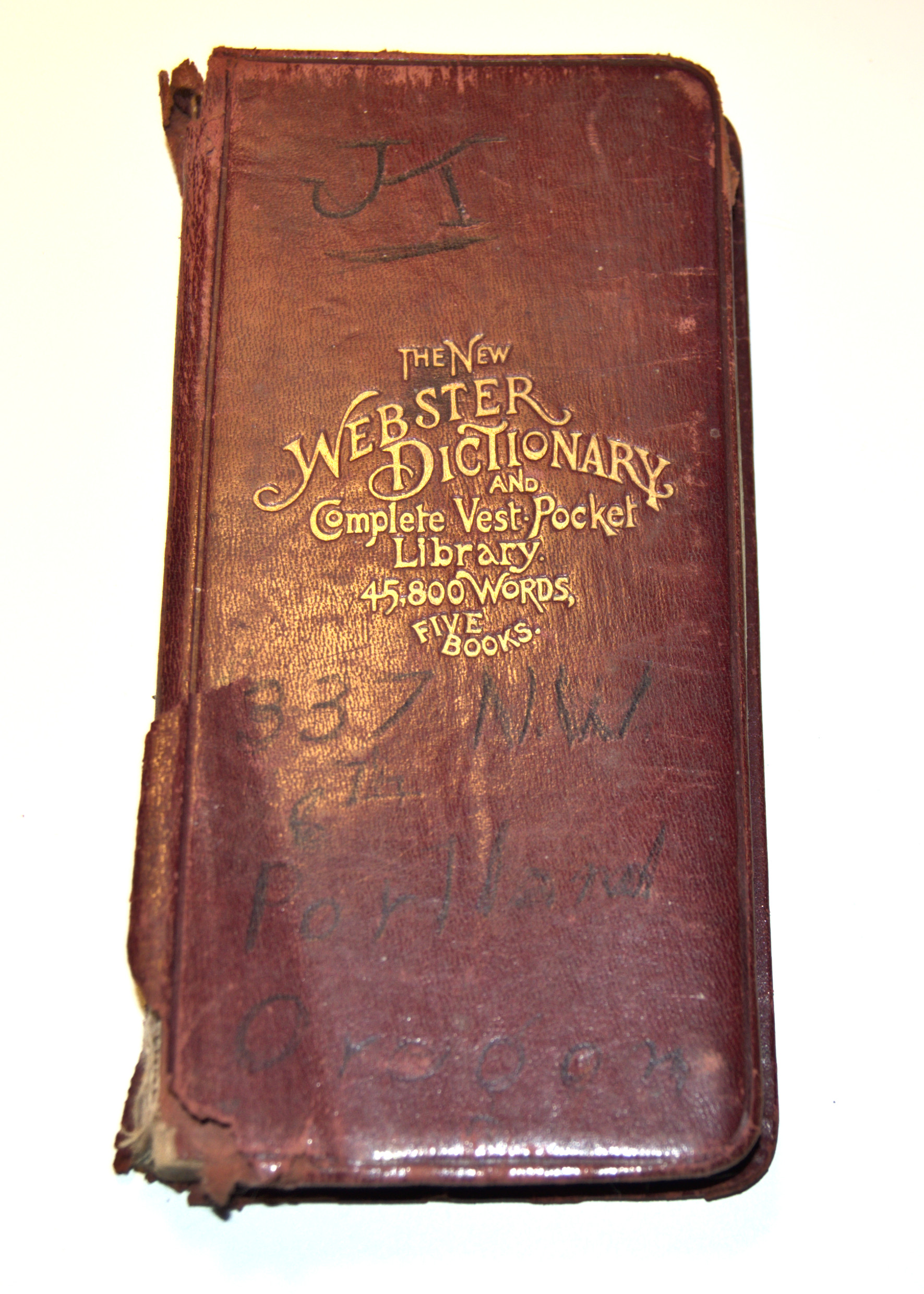
Diese stark verkürzte Ausgabe des Webster Dictionary aus dem Jahr 1894 umfasst die häufigsten Wörter mit deren Aussprache und entsprechenden Synonymen

Merriam-Webster’s Collegiate Dictionary (verkürzend auch Webster’s Dictionary, Webster oder Merriam-Webster) ist ein im englischsprachigen Raum (vor allem den USA) sehr bekanntes und häufig verwendetes Wörterbuch.
Es enthält eine gekürzte Fassung des Webster’s New International Dictionary, wird inzwischen jedoch als eigenständige Reihe betrachtet. Sein guter Ruf stützt sich vor allem auf die lange Geschichte des Verlages Merriam-Webster, der inzwischen in den Verlag der Encyclopædia Britannica (Encyclopædia Britannica, Inc.) eingegliedert wurde.
Ab der 1985 herausgegebenen 9. Ausgabe (Webster’s Ninth New Collegiate Dictionary, WNNCD) änderte sich die Praxis mit der deutlichen Unterscheidung vom Third New International und nicht mehr nur dessen Kurzfassung. Die bedeutendste Änderung war damals die zusätzliche Angabe des Jahres, in dem die einzelnen Wörter zum ersten Mal vorkamen, soweit bekannt.
Als Besonderheit ist herauszuheben, dass der Webster sich nicht der weithin benutzten IPA-Lautschrift bedient, um die Aussprache der Wörter zu beschreiben, sondern ein eigenes (in vielen Lauten abweichendes) Aussprache-Alphabet verwendet.
In Deutschland wird der Webster beispielsweise von Schülern und Studenten verwendet, auch weil die Verwendung von Englisch-Englisch-Wörterbüchern in Klausuren im Fach Englisch oft zugelassen ist.

## Historisches
Noah Webster veröffentlichte 1806 sein erstes Wörterbuch A Compendious Dictionary of the English Language.
Das Unternehmen der Brüder Merriam, das im Jahr 1831 als Druckerei und Buchhandel begonnen hatte, übernahm nach Websters Tod im Jahr 1843 dessen Restbestände seines Wörterbuchs von 1841 und führte dieses Werk fort.
1828 veröffentlichte es Webster’s Encyclopedic Unabridged Dictionary of the English Language, ein umfassendes, einsprachiges US-amerikanisches Nachschlagewerk – vergleichbar etwa mit dem deutschen Universalwörterbuch oder dem britischen Oxford English Dictionary.
Die zweite Ausgabe des New International Dictionary kam, besorgt von William A. Neilson, 1934 mit etwa 600.000 Wörtern heraus und repräsentierte die konservative Sprachwissenschaft mit umfangreichem Hintergrundmaterial. Es unterschied streng zwischen „richtigem“ Englisch nach der Definition der Wissenschaft und dem incorrect, improper, or illiterate englisch, der Umgangssprache. Durch ein Versehen enthielt diese Ausgabe von 1934 bis 1947 den Eintrag Dord, der sich als Geisterwort erwies.
Webster’s Third New International Dictionary, Unabridged, besorgt von Philip B. Gove, erschien 1961 mit über 476.000 Einträgen und revolutionierte die Darstellung der Sprache. Umgangssprache bis hin zum Slang wurde aufgenommen, und zwar als nonstandard, aber nicht mehr als fehlerhaft markiert. Die Redaktion zog erhebliche Kritik auf sich, blieb aber bei ihrer Linie.
Seit 1964 gehört der Verlag Merriam-Webster zur Encyclopædia Britannica, Inc.
1988 plante die Redaktion eine vierte Ausgabe, sie sollte in acht Jahren erstellt werden. Rund ein Jahr wurden Vorarbeiten umgesetzt, die Pläne dann aber zurückgestellt, zugunsten einer schnelleren Überarbeitung des Collegiate Dictionary. Deren 10. Auflage erschien 1993. Das Projekt eines neuen Unabridged Dictionary verschob sich weiter mit dem Einstieg von Merriam-Websters in den Markt der Schulwörterbücher, die bis dahin völlig von englischen Verlagen dominiert worden waren. Merriam’s Advanced Learner’s English Dictionary erschien nach rund einem Jahrzehnt Arbeit im Jahr 2008.
Seit 2009 arbeitet die Redaktion an einer völligen Neuausgabe des Unabridged, sie wird nicht mehr im Druck, sondern nur noch online erscheinen. Die ersten für sie erstellten Beiträge gingen im Januar 2013 online. Seitdem kommen weitere releases etwa zweimal im Jahr. Eine Fertigstellung ist nicht mehr vorgesehen, die Redaktion rechnet damit, dass künftig kontinuierlich am neuen Unabridged gearbeitet wird.
Die dritte Ausgabe wurde 2002 online gestellt, sie ist nur kostenpflichtig zugänglich. In sie werden die neuen Beiträge eingestellt.